# Norio Oga
Norio Oga (Japans: 大賀典雄, Ōga Norio) (Numazu, 29 januari 1930 - Tokio, 23 april 2011) was een topman van Sony. Hij wordt beschouwd als de ontwikkelaar van de compact disc. Hij is echter niet de uitvinder ervan.

## Biografie
Hij studeerde aan de Tokyo University of the Arts waar hij in 1953 afstudeerde om zanger te worden.
In een kritische brief over zijn cassetterecorder aan het bedrijf Totsuko (later Sony) bleek zijn goede inzicht in zowel de kwaliteit van de klank als zijn technische kant van de zaak. Hij werd adviseur voor het bedrijf terwijl hij verder studeerde aan de Universiteit van Berlijn.
Vanaf 1959 startte hij bij Sony bij de planning van de productontwikkeling. Oga kwam aan het hoofd van Sony van 1982 tot 1995 eerst als voorzitter en later als CEO.

## Eerbetoon
- De Japanse Eremedaille met het blauwe lint (2001)
- Het Grootkruis van de Orde van de Heilige Schatten (2001)[3]
- Het Franse Legioen van Eer